# 御杖神社
御杖神社（みつえじんじゃ）は、奈良県宇陀郡御杖村にある神社。式内小社で、旧社格は郷社。

## 祭神
- 久那斗神
- 八街比古神
- 八街比女神

## 歴史
創建年代は不詳。社伝によると、第11代垂仁天皇の勅命により、倭姫命は大和国笠縫邑より御杖代として天照大御神を祀るための土地を求めて各地を巡ったが、伊勢国（今の伊勢神宮）に向かう際、この地に行宮を造り御休座になったことが創祀とされる。
延喜式神名帳では大和国宇陀郡17座の一座として記されている。天文15年（1546年）争乱のため荒廃したが、同23年（1554年）に再建された。明治6年（1873年）に郷社と定められた。

## 境内社
- 木花佐久夜毘女神社（木花開耶姫命）
- 龍田神社（志那都比古神・志那都比女神）
- 藪中神社（久延毘古命）
- 愛宕神社（迦具土命）
- 秋葉神社（迦具土命）
- 金刀毘羅神社（大物主命）
- 稲荷神社（大田命）

## 現地情報
奈良県宇陀郡御杖村神末1020